# Supercella

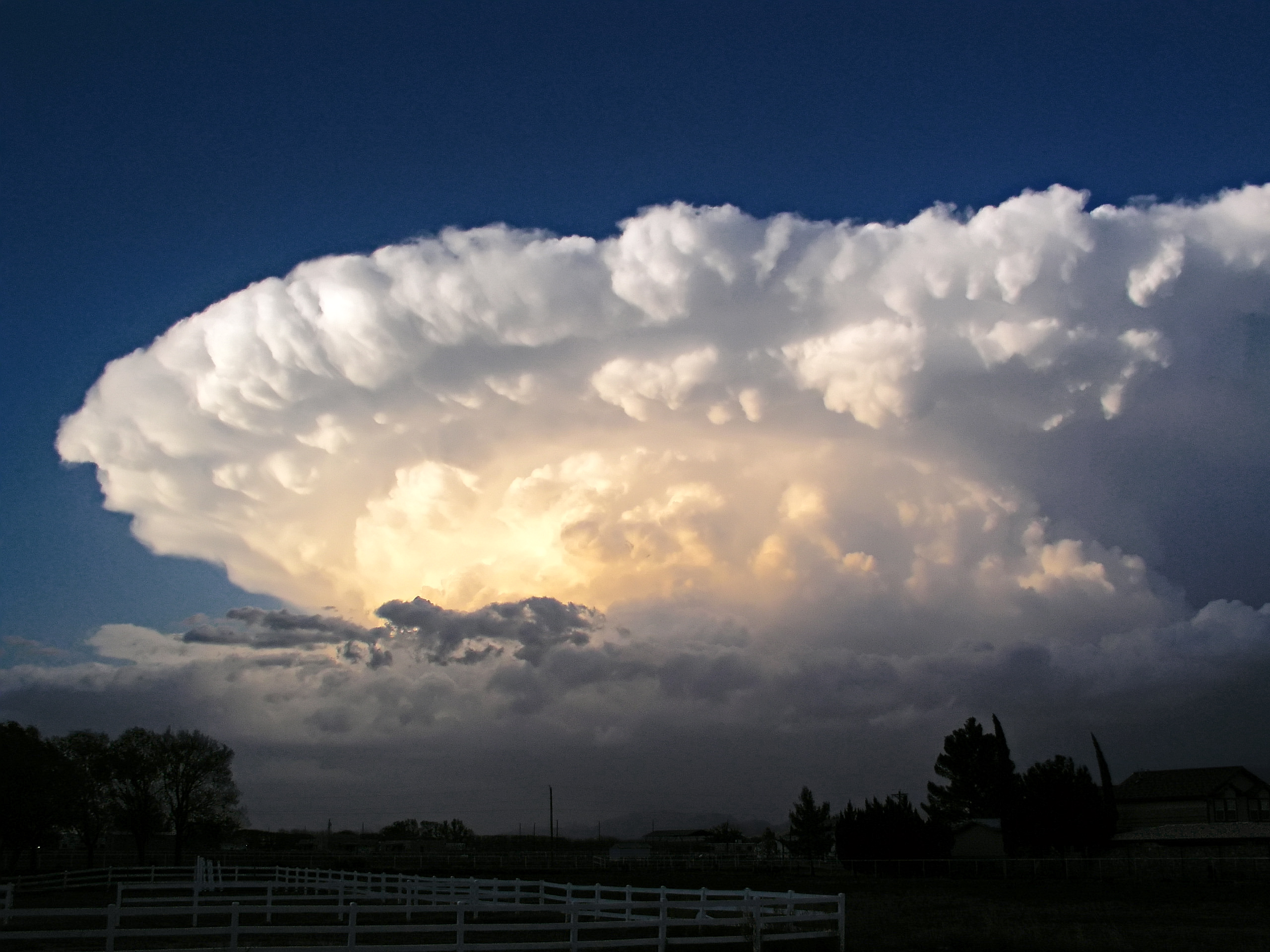
Non è facile distinguere ad occhio nudo una supercella da un classico cumulonembo: per farlo di solito è necessario un radar, oppure l'occhio esperto di un meteorologo

In meteorologia una supercella è un temporale caratterizzato al suo interno dalla presenza di un mesociclone, ossia di una bassa pressione in rotazione attorno ad un minimo barico. Nella classificazione dei temporali (supercella, squall line, celle multiple e cella singola), le supercelle sono i tipi di temporali meno frequenti, ma anche quelli più pericolosi in termini di potenza sprigionata e potenziali danni.

## Caratteristiche
Le supercelle si trovano solitamente isolate da altri cumulonembi, anche se a volte possono essere incorporate in un sistema convettivo a mesoscala o in una squall line.
Grazie alla presenza del mesociclone spesso le supercelle tendono a deviare dalla corrente portante e muoversi in modo apparentemente autonomo rispetto agli altri temporali eventualmente presenti; inoltre hanno dimensioni orizzontali che possono andare da poche centinaia di metri a qualche chilometro.
Una supercella solitamente produce una grande quantità di pioggia, grandine e venti forti. Le supercelle sono i tipi di temporali che hanno più probabilità di generare un tornado a causa della presenza di un mesociclone.

## Formazione

Anatomia di una supercella.

L'attuale modello concettuale di una supercella è stato descritto nel Thunderstorm Evolution e Mesocyclone Structure, di Leslie R. Limone e Charles A. Doswell III.
Forti correnti ascensionali sollevano l'aria verso l'alto, avvitandola contemporaneamente attorno ad un asse verticale. Ciò rappresenta il mesociclone. Affinché si sviluppi una struttura del genere è spesso necessario che coesistano tre fattori:
- Venti umidi e miti negli strati atmosferici più vicini al suolo
- Una rotazione in senso orario ed una certa modulazione dell'intensità del vento mano a mano che si sale di quota
- Inizialmente è preferibile che sia presente anche una inversione termica alle quote atmosferiche medie, ossia che tra i 2 ed i 4 km (circa) di quota la temperatura tenda a salire con la quota, invece che scendere.

Quest'ultima caratteristica crea una sorta di "coperchio" allo sviluppo in verticale della bassa pressione, coperchio che poi "salta" all'arrivo di aria più fredda in quota e quindi di aria più instabile per propria natura.
Le supercelle di solito vengono rilevate dai radar come una piccola area a forma di gancio (hook echo) sul lato sud-ovest del cumulonembo; questa forma è data dalla rotazione impressa dal mesociclone alle precipitazioni (pioggia e spesso anche grandine) durante la loro discesa dalla cima della nube.

## Struttura
- Overshooting top

Questa caratteristica, chiamata "cupola", appare sopra l'incudine del sistema temporalesco. L'overshooting top viene prodotto dalla potente corrente ascensionale all'interno della supercella che "sfonda" il limite della troposfera. Se l'osservatore a terra è troppo vicino al temporale, non riuscirà a vederlo.
- Incudine

L'incudine si forma nelle parti più in alto dei temporali, e non vi sono precipitazioni a causa della bassa temperatura. Poiché non vi è umidità, i venti possono muoversi liberamente. Le nuvole assumono la forma di un'incudine quando l'aria raggiunge i 12.000-18.000 m. Caratteristica che distingue l'incudine è che si protende davanti alla tempesta, come un'enorme mensola.
- Zona secca (priva di precipitazioni)

Questa zona, di solito sul lato meridionale della tempesta, è caratterizzata dall’assenza di precipitazioni. Questa si trova sotto l'updraft principale, ed è la principale area di afflusso.
- Shelf cloud

La shelf cloud (nube a mensola) è una nube bassa, lunga, a volte arcuata, orizzontale o a forma di cuneo associata a un gust front temporalesco e raramente al transito di fronte freddo che non provoca però temporali. Questa nube viene anche chiamata disco supercellulare quando si forma sul bordo avanzante (lato orientale) alla base di una supercella. Una shelf cloud si forma quando l'aria calda e umida, presente al suolo o nei bassi strati, viene sollevata dal transito del gust front fino alla quota di condensazione dove prende corpo questa "mensola nuvolosa", a volte spettacolare ma anche paurosa a causa delle enormi dimensioni, della sua vicinanza al suolo e del colore molto scuro.
- Nube a muro

La cosiddetta nube a muro è una nube che, se presente alla base del cumulonembo, ne determina con sicurezza le caratteristiche di supercella. È una protuberanza nuvolosa che si distende dalla base del cumulonembo verso il basso, e spesso prende forma discoidale (su asse di simmetria verticale). Affinché si formi occorre che la supercella si trovi nelle immediate vicinanze di un altro cumulonembo in fase matura o di una discesa di aria fredda dall'alto generata da forte convezione; solo in questo caso infatti è possibile che il mesociclone agganci aria fredda dal basso e la risucchi all'interno della propria circolazione riportandola verso la base della supercella.
Il vapore acqueo presente nell'aria risucchiata dall'esterno, così, condenserà ad una quota inferiore a quella della base del cumulonembo, ruotando nel frattempo, e dando vita appunto alla nube a muro.
Se il mesociclone si forma in un ambiente particolarmente caldo ed umido la nube a muro può arrivare a svilupparsi fino a poche decine di metri dal suolo.
- Nubi mammellari

Le nubi mammellari (mammatus) sono nuvole a forma di bulbo o di cuscino e si formano sotto l'incudine di un temporale. Queste nubi si formano quando l'aria fredda dentro l'incudine affonda l'aria più calda sotto di essa. Le mammatus sono più evidenti quando sono illuminate da un lato o al di sotto e sono quindi più affascinanti da vedere, soprattutto dopo l'alba quando il Sole è basso nel cielo. le mammatus possono formarsi anche in normali cumulonembi e non per forza in presenza di supercelle come per le nubi a muro (wall cloud)
- Zona delle precipitazioni

Questa è l'area dove le precipitazioni sono più pesanti. Nelle supercelle con elevate precipitazioni, le piogge possono scatenarsi sotto l'area principale della corrente ascensionale.
- Flanking line

La flanking line è una linea di cumuli medi e cumuli congesti connessi alla parte più attiva di una supercella o comunque di un temporale. La flanking line si estende verso l'esterno del nucleo principale del temporale, in direzione Sud-Sudovest, assumendo un aspetto a gradini con i cumuli congesti più alti che gradualmente diminuiscono in altezza.

## Diffusione
Le supercelle, con le condizioni climatiche adatte, possono svilupparsi ovunque nel mondo. Risultano più frequenti nelle Grandi Pianure, nel Canada meridionale, nel Messico settentrionale, nell'Argentina centro-orientale, Bangladesh, parte dell'India orientale, Sudafrica, Australia e Europa. In Italia l'area più colpita è la Pianura Padana.